# Villanovia villicornis
Villanovia villicornis är en tvåvingeart som först beskrevs av Zetterstedt 1849.  Villanovia villicornis ingår i släktet Villanovia, och familjen parasitflugor. Arten är reproducerande i Sverige.